# Écretteville-lès-Baons
Écretteville-lès-Baons település Franciaországban, Seine-Maritime megyében. Lakosainak száma 352 fő (2022. január 1.). Écretteville-lès-Baons Allouville-Bellefosse, Alvimare, Cléville, Envronville, Hautot-le-Vatois, Valliquerville és Terres-de-Caux községekkel határos.

## Népesség
A település népességének változása:
| Lakosok száma | 385  | 386  | 398  | 387  | 381  | 377  | 369  | 360  | 352  |
|               | 2013 | 2015 | 2016 | 2017 | 2018 | 2019 | 2020 | 2021 | 2022 |